# Knox, Indiana
Knox är administrativ huvudort i Starke County i Indiana. Orten har fått sitt namn efter politikern Henry Knox. Vid 2010 års folkräkning hade Knox 3 704 invånare.